# Jaltomata oppositifolia
Jaltomata oppositifolia är en potatisväxtart som beskrevs av S.Leiva och Mione. Jaltomata oppositifolia ingår i släktet jaltomator, och familjen potatisväxter. Inga underarter finns listade i Catalogue of Life.